# Hrana ne oružje
Hrana ne oružje (engl. Food not Bombs) je pokret ljudi koji spremaju i besplatno dele vegetarijansku hranu gladnima i protive se ratu. Za sebe tvrde da su jedan od revolucionarnih pokreta današnjice koji se najbrže širi.

## Nastanak
Prva ovakva grupa je stvorena u Kembridžu, Masačusetsu 1980. godine od strane aktivista antinuklearnog pokreta. Hrana ne oružje je potpuno volonterska organizacija koja je posvećena nenasilju. Ona nema zvaničnih lidera i nastoji da uključi svakog u proces donošenja odluka. Svaka grupa nabavlja hranu koja bi inače bila bačena i sprema sveže, kuvane, vegetarijanske obroke koji se poslužuju u gradskim parkovima, bilo kome, bez ograničavanja. Takođe poslužuju besplatne vegetarijanske obroke na protestima i dešavanjima. 

## Filozofija
Srž njihove filozofije je nahraniti gladne, a postoje četiri stuba na kojima se zasniva:
- Nenasilje
- Vegetarijanstvo
- Recikliranje hrane
- Odlučivanje konsenzusom

Pobornici ove filozofije takođe veruju:
- Ako bi vlade i korporacije širom sveta trošile podjednako novca i energije da prehrane ljude kao što troše na ratove, niko ne bi bio gladan.
- Na svetu ima dovoljno hrane za sve, ali toliko toga se bespotrebno baca, kao direktna posledica kapitalizma i militarizma.
- Vegetarijanska hrana je ujedno zdrava i nenasilna.

## Razvoj
Hrana ne oružje ima preko 175 autonomnih kolektiva koji dele vegetarijansku hranu gladnim ljudima i protestuju protiv rata i siromaštva, po celoj Americi, Evropi i Australiji. Pokret se prethodnih godina proširio balkanskim prostorima i besplatna hrana se delila u Beogradu, Zagrebu, Sarajevu, Mostaru, Novom Sadu, Rijeci i drugde.
“Verujemo da bi naše društvo i vlada trebali više vrednovati ljudski život, a ne materijalna dobra. Dajući besplatnu hranu siromašnima na javnim mestima direktno ukazujemo na stupanj gladi i višak hrane koja se ne iskoristi i propadne. Ukazujemo na propust društva koje to podržava, dok se u isto vreme gomilaju ogromna sredstva za vodenje ratova i razne oblike kontrole i nasilja." (iz letka kolektiva Hrana ne oružje sa ovih podneblja).
Hranu koju dele najčešće besplatno nabavljaju na pijacama, a to je hrana koja neprodata ostaje na tezgama posle radnog vremena. Od nađene hrane spremaju razna jela pri čemu su troškovi minimalni, jer najčešće kupuju samo hleb i začine. 

## Hapšenja
Volonteri kolektiva u San Francisku su hapšeni preko hiljadu puta. Pripadnici pokreta smatraju da vlasti pokušavaju da ućutkaju njihov protest protiv vladine politike u vezi beskućnika. Amnesty International je izjavio da njihove uhapšene volontere smatra “zatvorenicima savesti” i radiće na njihovom bezuslovnom oslobađanju. Kod nas ne postoje informacije o slučajevima hapšenja. 

## Saradnja
Hrana ne oružje sarađuje sa grupama kao što su Earth First (Zemlja na prvom mestu), Anarchist Black Cross (Anarhistički crni krst), Homes Not Jailes (Kuće ne zatvori), Anti Racist Action (Anti rasistička akcija), In Defense of Animals (U odbranu životinja), The Free Radio Movement (Pokret slobodnih radija) kao i sa drugim organizacijama. Za sebe kažu da su na frontu borbe za pozitivne socijalne promene i da se suprotstavljaju programu oštre globalizacije. 

## Spoljašnje veze
- Food Not Bombs
- Hrana ne oružje Архивирано на веб-сајту  (17. мај 2008)